# Confrançon

Confrançon este o comună în departamentul Ain din estul Franței.